# Hi
Hi (grčki srednji rod: Χι; veliko slovo Χ; malo slovo χ) 22. je slovo grčkog alfabeta i ima brojčanu vrijednost 600. U starogrčkom se izgovaralo /kʰ/ ili /ks/, a u novogrčkom se, ovisno o položaju, izgovara /x/ ili /ç/.

## Podrijetlo
Slovo sameh iz feničkog pisma izvor je grčkog slova hi. 

## Šifra znaka
|                   | Veliko slovo Χ           | Malo slovo χ           |
| ----------------- | ------------------------ | ---------------------- |
| Unicode Codepoint | U+03A7                   | U+03C7                 |
| Unicode-Ime       | GREEK CAPITAL LETTER CHI | GREEK SMALL LETTER CHI |
| HTML              | &#935;                   | &#967;                 |
| HTML-Identitet    | &Chi;                    | &chi;                  |